# Hemidactylus yajurvedi
Espèce
Hemidactylus yajurvedi est une espèce de geckos de la famille des Gekkonidae.

## Systématique
L'espèce Hemidactylus yajurvedi a été décrite en 2015 par B.H.C.K. Murthy (d), Aaron Matthew Bauer, Aparna Lajmi (d), Ishan Agarwal (d) et Varad B. Giri (d).

## Répartition
Cette espèce est endémique du Chhattisgarh en Inde.

## Description
Hemidactylus yajurvedi mesure jusqu'à 98 mm sans la queue.

## Étymologie
Cette espèce est nommée en l'honneur de Hanumnth Narasimhachar Yajurvedi, professeur du Department of Studies and Research in Zoology de l'University of Mysore à Manasagangotri (en).

## Publication originale
- (en) B.H.C.K. Murthy, Aaron Bauer, Aparna Lajmi, Ishan Agarwal et Varad B. Giri, « A new rock dwelling Hemidactylus (Squamata: Gekkonidae) from Chhattisgarh, India », Zootaxa, Magnolia Press (d), vol. 4021, no 2,‎ 25 septembre 2015, p. 334-350 (ISSN 1175-5334 et 1175-5326, OCLC 49030618, PMID 26624132, DOI 10.11646/ZOOTAXA.4021.2.5).